# Plantados
Plantados es una serie mexicana en que le dan la oportunidad a gente nueva de mostrar su talento por lo que trabajan directamente con el CEA (Centro de Educación Artística), se transmitió en Unicable a las 22:30 de la noche junto a Adictos. Producida por Eugenio Cobo, el director del CEA de Televisa. También se les dará oportunidad a nuevos escritores y directores.

## Sinopsis
Un capítulo diferente en cada semana, la historia se desarrolla en un vivero de plantas llamado Plantados donde el vendedor y la hija del dueño se enfrentarán a la problemática que viven a diario los jóvenes. Tiene un principio y fin, la historia es parte de un invernadero, cortas una flor y la historia se va con esa flor.

## Reparto
- Sofía Escobosa como Dalila.
- Pakey Vázquez como Celestino.

El resto del elenco irá cambiando para dar oportunidad a nuevos talentos.
- Datos: Q6077827